# Ghiacciaio Goldsmith
Il ghiacciaio Goldsmith è un ghiacciaio lungo circa 11 km situato sulla costa di Luitpold, nella Terra di Coats, in Antartide. Partendo dall'entroterra, il ghiacciaio fluisce verso ovest-nord-ovest scorrendo attraverso i monti Theron, fino ad andare ad alimentare il flusso di ghiaccio Bailey, poco a sud del nunatak Tailend.

## Storia
Il ghiacciaio Goldsmith fu fotografato durante ricognizioni aeree effettuate nel corso della Spedizione Fuchs-Hillary, ufficialmente nota come Commonwealth Trans-Antarctic Expedition (CTAE), nel 1956. In seguito il ghiacciaio è stato così battezzato dal Comitato consultivo dei nomi antartici in onore di Rainer Goldsmith, un ufficiale medico facente parte della sopraccitata spedizione dal 1955 al 1956.